# Fahd Dschassim al-Freidsch

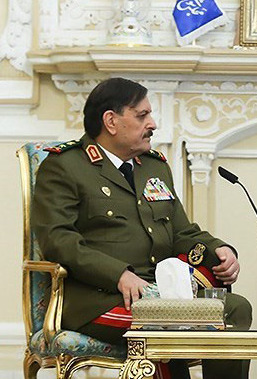
Dschassim al-Freidsch (2015)

Fahd Dschassim al-Freidsch (arabisch فهد جاسم الفريج Fahd Dschasim al-Furaidsch, * 1. Januar 1950 in Rahdschan bei Hama, Syrien) war Verteidigungsminister Syriens während des Syrischen Bürgerkriegs von Juni 2012 bis Januar 2018. Bis zu seiner Ernennung war er stellvertretender Generalstabschef und wurde nach dem Tod seines Amtsvorgängers Daud Radschha durch ein Attentat Verteidigungsminister.

## Militärkarriere
Al-Freidsch trat 1968 in die Syrisch-Arabische Armee ein. Er besuchte die Offiziersschule und schloss sie am 1. Januar 1971 als Leutnant ab. Über die weitere Karriere ist außerhalb Syriens wenig bekannt. Am 1. Juli 2001 wurde er zum Generalleutnant befördert, seit 1. Juli 2009 ist al-Freidsch General. Am 10. August 2011 wurde er zum Generalstabschef ernannt. Übergelaufene Offiziere der syrischen Armee berichteten im Dezember 2011, al-Freidsch habe vor seiner Ernennung zum Generalstabschef Spezialeinheiten der Armee in den Regionen Darʿā, Idlib und Hama befehligt, um den Aufstand niederzuschlagen.

## Privatleben
Fahd Dschassim al-Freidsch ist verheiratet und hat drei Kinder.

## Belege
1. 1 2 3  President al-Assad Appoints Gen. Fahd Jassem al-Freij Deputy Commander-in-Chief of the Army and the Armed Forces and Minister of Defense. Syrian Arab News Agency, 18. Juli 2012, archiviert vom Original (nicht mehr online verfügbar) am 23. Juli 2012; abgerufen am 22. Juli 2012 (englisch).  Info: Der Archivlink wurde automatisch eingesetzt und noch nicht geprüft. Bitte prüfe Original- und Archivlink gemäß Anleitung und entferne dann diesen Hinweis.
2. ↑  By All Means Necessary! (PDF; 806 kB) Human Rights Watch, Dezember 2011, abgerufen am 22. Juli 2012 (englisch).

| Personendaten    | Personendaten                                                         |
| ---------------- | --------------------------------------------------------------------- |
| NAME             | Freidsch, Fahd Dschassim al-                                          |
| ALTERNATIVNAMEN  | Freidsch, Fahad Dschassim al-; Freij, Fahd Jassem al-; Freij, Fahd al |
| KURZBESCHREIBUNG | syrischer Verteidigungsminister                                       |
| GEBURTSDATUM     | 1. Januar 1950                                                        |
| GEBURTSORT       | Rahdschan bei Hama, Syrien                                            |